# CENPX
CENPX (англ. Centromere protein X) – білок, який кодується однойменним геном, розташованим у людей на 17-й хромосомі. Довжина поліпептидного ланцюга білка становить 81 амінокислот, а молекулярна маса — 8 959.
| 10         |  | 20         |  | 30         |  | 40         |  | 50         |
| ---------- |  | ---------- |  | ---------- |  | ---------- |  | ---------- |
| MEGAGAGSGF |  | RKELVSRLLH |  | LHFKDDKTKV |  | SGDALQLMVE |  | LLKVFVVEAA |
| VRGVRQAQAE |  | DALRVDVDQL |  | EKVLPQLLLD |  | F          |  |            |

A: Аланін

D: Аспарагінова кислота

E: Глутамінова кислота

F: Фенілаланін

G: Гліцин

H: Гістидин

K: Лізин

L: Лейцин

M: Метіонін

P: Пролін

Q: Глутамін

R: Аргінін

S: Серин

T: Треонін

Задіяний у таких біологічних процесах, як клітинний цикл, поділ клітини, пошкодження ДНК, репарація ДНК, мітоз, ацетилювання, альтернативний сплайсинг. 
Білок має сайт для зв'язування з ДНК. 
Локалізований у ядрі, хромосомах, центромерах, кінетохорі.